# بارني سيمون
بارني سيمون (بالإنجليزية: Barney Simon)‏ هو كاتب جنوب أفريقي، ولد في 13 أبريل 1932 في جوهانسبرغ في جنوب أفريقيا، وتوفي بنفس المكان في 30 يونيو 1995.

## وصلات خارجية
- بارني سيمون على موقع أرشيف الشارخ.
- بارني سيمون على موقع IMDb (الإنجليزية)
- بارني سيمون على موقع قاعدة بيانات الفيلم (الإنجليزية)